# پروژه‌های ماگنولیا
پروژه‌های ماگنولیا (به انگلیسی: Magnolia Projects) یک منطقهٔ مسکونی در ایالات متحده آمریکا است که در نیواورلئان واقع شده‌است.